# Tràng Cát
Tràng Cát là một phường cũ từng thuộc quận Hải An, thành phố Hải Phòng, Việt Nam.

## Địa Lý
Phường Tràng Cát nằm ở phía đông nam Quận Hải An, thành phố Hải Phòng, Việt Nam. Được bao bọc bởi các dòng sông lớn như Sông Cấm và Sông Lạch Tray , phường Tràng Cát sở hữu một đặc điểm địa hình gần giống bán đảo, với ranh giới tự nhiên chủ yếu là các con sông và biển. Điều này tạo cho Tràng Cát vị trí địa lý thuận lợi gần cảng biển, đồng thời mang đến tiềm năng phát triển trong các lĩnh vực như logistics, cảng biển, và dịch vụ vận tải biển.
• Phường Tràng Cát có vị trí địa lý địa lý như sau :
• Phía Bắc và Tây Bắc giáp với phường Nam Hải và phường Thành Tô
• Phía Đông Bắc giáp với phường Đông Hải 2 và phía Đông Nam giáp với Vịnh Bắc Bộ
• Phía Nam và Tây Nam giáp với phường Hải Thành Quận Dương Kinh thông qua con sông lạch tray

## Lịch sử
Trước năm 1887 địa phận phường Tràng Cát ngày nay là tổng Trực Cát thuộc phủ Kinh Môn, Tỉnh Hải Dương.
Năm 1887 Tổng Thống Pháp ban hành nghị định về việc tách một số huyện ven biển lân cận bến cảng Ninh Hải của tỉnh Hải Dương bao gồm: An Dương , An Lão, Kiến An để thành lập Tỉnh Hải Phòng
Tháng 07 năm 1888 chính Quyền Bảo Hộ Thực Dân Pháp Thành lập thành phố Hà Nội và Thành Phố Hải Phòng ( Phần Nha Hải Phòng Cũ ). Phần còn lại của Tỉnh Hải Phòng thành lập nên Tỉnh Kiến An vào tháng 01 năm 1898 ( sau đổi thành tỉnh Phù Liễn trong một thời gian ngắn) . Lúc bấy giờ địa phận Phường Tràng Cát thuộc huyện An Dương, tỉnh Kiến An ( hay Phù Liễn ) 
Ngày 16 tháng 12 năm 1901 , thống sứ Bắc Kỳ ban hành nghị định về việc tách một số xã thuộc huyện An Dương ra khỏi tỉnh Phù Liễn ( sau đổi lại thành Tỉnh Kiến An ) để thành lập ngoại thành Hải Phòng. ( Trong đó có phường Tràng Cát )
Ngày 29 tháng 2 năm 1924. Chính Quyền Thực Dân Pháp bãi bỏ ngoại thành Hải Phòng , trả lại các xã trên cho Tỉnh Kiến An để thành lập Huyện Hải An. Lúc này địa phận phường Tràng Cát là tổng Trực Cát thuộc Huyện Hải An , Tỉnh Kiến An
Sau cách mạng tháng 8 năm 1945 , đơn vị hành chính cấp tổng bị loại bỏ, xã Tràng Cát đuợc thành lập trên cơ sở ba làng: Cát Khê , Cát Bi và Trực Cát của tổng Trực Cát cũ và một phần diện tích phía nam của làng Lương Khê ,tổng Lương Sâm 
Ngày 26 tháng 9 năm 1955 , Huyện Hải An sáp nhập vào thành phố Hải Phòng. Lúc này phường Tràng Cát là một xã thuộc Huyện Hải An , Thành Phố Hải Phòng. 
Ngày 7 tháng 4 năm 1966 , hợp nhất hai Huyện An Dương và Hải An thành Huyện An Hải . Lúc này Phường Tràng Cát là một xã thuộc huyện An Hải , Thành Phố Hải Phòng 
Ngày 20 tháng 12 năm 2002 , Chính phủ ban hành nghị định số 106/2002/NĐ-CP thành lập quận Hải An trên cơ sở tách năm xã :Đằng Lâm, Đằng Hải, Đông Hải, Nam Hải, Tràng Cát thuộc huyện An Hải và phường Cát Bi thuộc quận Ngô Quyền. Chuyển năm xã : Đằng Hải, Đằng Lâm ,Đông Hải ,Nam Hải ,Tràng Cát thành năm phường có tên tuơng ứng 
Từ đó cho đến hiện tại phường Tràng Cát là một phường thuộc quận Hải An thành phố Hải Phòng. 
Ngày 20 tháng 7 năm 2022, HĐND TP. Hải Phòng ban hành Nghị quyết số 26/NQ-HĐND về việc:
- Thành lập tổ dân phố số 3 trên cơ sở tổ dân phố Lương Khê 4 và tổ dân phố Lương Khê 5
- Thành lập tổ dân phố số 7 trên cơ sở tổ dân phố Tân Vũ 1 và tổ dân phố Tân Vũ 2.

## Hành Chính
Phường Tràng Cát đuợc chia thành bảy tổ dân phố chính bao gồm : tổ dân phố số một , tổ dân phố số hai , tổ dân phố số ba , tổ dân phố số bốn , tổ dân phố số năm , tổ dân phố số sáu , tổ dân phố số bảy 
Ngày 16 tháng 6 năm 2025, Ủy ban Thường vụ Quốc hội ban hành nghị quyết sắp xếp đơn vị hành chính cấp xã của thành phố Hải Phòng năm 2025. Theo đó, toàn bộ diện tích tự nhiên, quy mô dân số của phường Tràng Cát được sắp xếp với toàn bộ diện tích tự nhiên, quy mô dân số của các phường Cát Bi, Đằng Lâm, Đằng Hải, Thành Tô, một phần diện tích tự nhiên, quy mô dân số của phường Nam Hải và một phần diện tích tự nhiên của phường Đông Hải 2 thành phường mới có tên gọi là phường Hải An.

## Kinh Tế - Xã Hội
• Kinh Tế
Phường Tràng Cát , quận Hải An , Hải Phòng đang phát triển mạnh mẽ về cả kinh tế lẫn xã hội. Trong lĩnh vực kinh tế ,phường hưởng lợi từ các dự án quy mô lớn , trong đó nổi bật là dự án nhà ở xã hội Happy Home Tràng Cát, do tập đoàn Vingroup khởi công . Dự án này nhằm cung cấp chỗ ở cho khoảng 10.000 người , góp phần giải quyết nhu cầu nhà ở cho người lao động và thúc đẩy thị trường bất động sản tại khu vực.
• Xã Hội
Về mặt xã hội , phường tràng cát tập trung vào các phong trào thi đua như '' Toàn Dân Đoàn Kết Xây Dựng Đời Sống Văn Hóa '' và '' Toàn Dân Bảo Vệ An Ninh Tổ Quốc ''. Các phong trào này đã giúp phường Tràng Cát đạt đuợc nhiều thành tựu , với toàn phường có 7/7 tổ dân phố đạt danh hiệu văn hóa và hơn 92% hộ gia đình đuợc công nhận đạt chuẩn văn hóa vào năm 2022. Bên cạnh đó, phường còn chú trọng đến phong trào chuyển đổi số cản thiện quản lý và dịch vụ cộng đồng.
• Giáo Dục
- Các cơ sở giáo dục và đào tạo trên địa bàn phường Tràng Cát là : 
Trường Mầm Non Tràng Cát
Trường Tiểu Học Tràng Cát 
Trường Trung Học Cơ Sở Tràng Cát
• Hạ Tầng
Dự án đầu tư xây dựng khu đô thị và dịch vụ Tràng Cát

## Giao Thông
• Đường Phố
• Cát Linh
• Cát Vũ 
• Cát Khê
• Cống Đen
• Đặng Kinh
• Nhà Mạc 
• Tràng Cát 
• Thành Tô 
• Tân Vũ 
• Lương Khê
• Liên Phường

## Văn Hoá
Một Số Địa Điểm Tâm Linh , Tôn Giáo ở Phường Tràng Cát 
• Chùa
• Chùa Cát Linh
• Chùa Quán Âm 
• Chùa Trực Cát 
• Chùa Quang Minh
• Nhà Thờ
• Nhà Thờ Lương Khê 
• Nhà Thờ Giáo Họ Bi Khê 
• Đình
• Đình Cát Bi
• Đình Cát Khê 
• Đình Trực Cát 
• Đình Lương Khê ( di tích lịch sử cấp quốc gia ) 
• Di Tích Lịch Sử
• Miếu Cây Xanh Đồng Xá
• Miếu Cây Đa Xanh - thờ Đức Vương Ngô Quyền